# Chilly, Somme

Chilly este o comună în departamentul Somme, Franța. În 1 ianuarie 2022 avea o populație de 163 de locuitori.